# ジョン・リネカー
ジョン・リネカー（John Lineker、1990年6月12日 - ）は、ブラジルの男性総合格闘家、ムエタイ選手。パラナ州パラナグア出身。OCS柔術/アメリカン・トップチーム所属。元ONE世界バンタム級王者。元Jungle Fightバンタム級王者。ジョン・リネケルとも表記される。

## 来歴
ボクシング中継を観るのが好きで17歳から格闘技を始めた。2008年に総合格闘技デビューすると、1年に7試合近く行う急速なペースでキャリアを積み上げた。
2011年9月10日、Jungle Fightバンタム級王座決定戦でイリアルジ・サントスと対戦し、2-1の判定勝ちを収め王座獲得に成功した。

### UFC
2012年5月5日、UFC初参戦となったUFC on FOX 3でルイス・ゴーディノと対戦し、ギロチンチョークで2R一本負け。敗れはしたものの、ファイト・オブ・ザ・ナイトを受賞した。なお、この試合はリネカーの体重超過により57.6kg契約で行なわれた。
2012年11月10日、UFC on Fuel TV 6で漆谷康宏と対戦し、3-0の判定勝ち。
2013年8月3日、UFC 163でホセ・マリア・トメと対戦し、パウンドで2RTKO勝ち。なお、この試合はリネカーの体重超過により58.5kg契約で行なわれた。
2013年10月26日、UFC Fight Night: Machida vs. Munozでフィル・ハリスと対戦し、右ボディブローで1RTKO勝ち。なお、この試合はリネカーの体重超過により58kg契約で行なわれた。
2014年2月1日、UFC 169でフライ級ランキング7位のアリ・バガウティノフと対戦し、0-3の判定負け。
2014年7月16日、UFC Fight Night: Cowboy vs. Millerでアルプトキン・オズキリッチと対戦し、左フックでダウンを奪いパウンドで3RTKO勝ち。ファイト・オブ・ザ・ナイトを受賞した。
2015年1月31日、UFC 183でフライ級ランキング3位のイアン・マッコールと対戦し、3-0の判定勝ち。この試合はリネカーの体重超過により59kg契約で行われた。なお、この試合でリネカーは4度目の体重超過となり、試合後にUFC代表のダナ・ホワイトは「もうリネカーがフライ級で戦うことはない」とコメントした。
2015年9月5日、バンタム級転向初戦となったUFC 191でバンタム級ランキング12位のフランシスコ・リベラと対戦し、ギロチンチョークで1R一本勝ち。ファイト・オブ・ザ・ナイトを受賞した。
2016年7月13日、UFC Fight Night: McDonald vs. Linekerでバンタム級ランキング5位のマイケル・マクドナルドと対戦し、左フックでダウンを奪いパウンドで1RKO勝ち。パフォーマンス・オブ・ザ・ナイトを受賞した。
2016年10月1日、UFC Fight Night: Lineker vs. Dodsonでバンタム級ランキング10位のジョン・ドッドソンと対戦し、2-1の判定勝ち。6連勝を飾った。
2016年12月30日、UFC 207でバンタム級ランキング2位の元UFC世界バンタム級王者TJ・ディラショーと対戦し、0-3の判定負け。
2019年4月27日、UFC Fight Night: Jacaré vs. Hermanssonでコーリー・サンドヘイゲンと対戦し、1-2の判定負け。海外のMMAメディアサイトの採点で17人中10人の記者がリネカーの勝利、残り7人がサンドヘイゲンの勝利を支持するなど接戦となった。
2019年7月2日、UFCからリリースされたことが発表された。

### ONE Championship
2019年10月26日、ONE初参戦となったONE Championship: Dawn Of Valorでムイン・ガフロフと対戦し、3-0の判定勝ち。
2020年11月3日、ONE Championship: Inside the Matrix 3でバンタム級ランキング1位の元ONE世界バンタム級王者ケビン・ベリンゴンと対戦し、右アッパーでダウンを奪いパウンドで2RTKO勝ち。
2022年3月11日、ONE Championship: Lights OutのONE世界バンタム級タイトルマッチで王者ビビアーノ・フェルナンデスに挑戦し、左フックで2RKO勝ち。王座獲得に成功し、パフォーマンス・オブ・ザ・ナイトを受賞した。
2022年10月22日、ONE Fight Night 3: Lineker vs. AndradeのONE世界バンタム級タイトルマッチでファブリシオ・アンドラージと対戦する予定だったが、リネカーが0.75ポンド体重超過したため王座を剥奪され、試合は146ポンドのキャッチウェイトに変更しアンドラージが勝利した場合は王座獲得、リネカーが勝利した場合は王座は空位という変則タイトルマッチとして実施するも、3R中盤にアンドラージの膝蹴りでリネカーがローブローとなりそのまま試合続行不可、無効試合となった。
2023年2月25日、ONE Fight Night 7: Lineker vs. Andrade 2のONE世界バンタム級王座決定戦でファブリシオ・アンドラージとダイレクトリマッチとなる再戦を行うも、4R終了後にリネカーが右まぶたをカットし出血、ドクターストップによりTKO負けを喫し王座返り咲きに失敗した。
2024年1月28日、ONE 165で青木真也と対戦し、リアネイキドチョークで1R一本負け。青木は当初セージ・ノースカットと対戦する予定だったが、ノースカットが試合当日に欠場したため、観客席でノースカットの試合を観戦する予定だったところノースカットの代役として試合数時間前に急遽出場することとなった。

## 人物・エピソード
- 既婚者であり、5人の子供がいる。

## 戦績

### ムエタイ・キックボクシング
| キックボクシング 戦績 | キックボクシング 戦績 | キックボクシング 戦績 | キックボクシング 戦績 | キックボクシング 戦績 | キックボクシング 戦績 | キックボクシング 戦績 |
| --------------------- | --------------------- | --------------------- | --------------------- | --------------------- | --------------------- | --------------------- |
| 4 試合                | (T)KO                 | 判定                  | その他                | 引き分け              | 無効試合              |                       |
| 2 勝                  | 2                     | 0                     | 0                     | 0                     | 0                     |                       |
| 2 敗                  | 0                     | 2                     | 0                     | 0                     | 0                     |                       |

| 勝敗 | 対戦相手                                   | 試合結果               | 大会名                      | 開催年月日    |
| ×    | 秋元皓貴                                   | 3R終了 判定1-2         | ONE 172: Rodtang vs. Takeru | 2025年3月23日 |
| ×    | クラップダム・ソー・チョー・ピャッウータイ | 3R終了 判定0-3         | ONE Fight Night 27          | 2025年1月11日 |
| ○    | アレクセイ・バリカ                         | 1R 2:14 KO（左フック） | ONE Fight Night 25          | 2024年10月5日 |
| ○    | エイサー・テン・パウ                       | 2R 2:53 KO（右フック） | ONE 168: Denver             | 2024年9月6日  |

### 総合格闘技
| 総合格闘技 戦績 | 総合格闘技 戦績 | 総合格闘技 戦績 | 総合格闘技 戦績 | 総合格闘技 戦績 | 総合格闘技 戦績 | 総合格闘技 戦績 |
| --------------- | --------------- | --------------- | --------------- | --------------- | --------------- | --------------- |
| 49 試合         | (T)KO           | 一本            | 判定            | その他          | 引き分け        | 無効試合        |
| 37 勝           | 18              | 4               | 14              | 1               | 0               | 1               |
| 11 敗           | 1               | 4               | 6               | 0               | 0               | 1               |

| 勝敗 | 対戦相手                           | 試合結果                               | 大会名                                                                   | 開催年月日     |
| ×    | 青木真也                           | 1R 2:01 リアネイキドチョーク           | ONE 165: Superlek vs. Takeru                                             | 2024年1月28日  |
| ○    | ステファン・ロマン                 | 5分3R終了 判定3-0                      | ONE Fight Night 14                                                       | 2023年9月30日  |
| ○    | キム・ジェウォン                   | 3R 4:56 TKO（左フック→パウンド）       | ONE Fight Night 13: Allazov vs. Grigorian                                | 2023年8月5日   |
| ×    | ファブリシオ・アンドラージ         | 4R 5:00 TKO（コーナーストップ）        | ONE Fight Night 7: Lineker vs. Andrade 2 【ONE世界バンタム級王座決定戦】 | 2023年2月25日  |
| －   | ファブリシオ・アンドラージ         | 3R 2:44 ノーコンテスト（ローブロー）   | ONE on Prime Video 3 【ONE世界バンタム級タイトルマッチ】                 | 2022年10月22日 |
| ○    | ビビアーノ・フェルナンデス         | 2R 3:40 KO（左フック）                 | ONE Championship: Lights Out 【ONE世界バンタム級タイトルマッチ】         | 2022年3月11日  |
| ○    | トロイ・ワーゼン                   | 1R 4:35 KO（右ストレート→パウンド）    | ONE on TNT 3                                                             | 2021年4月21日  |
| ○    | ケビン・ベリンゴン                 | 2R 1:16 TKO（右アッパー→パウンド）     | ONE Championship: Inside the Matrix 3                                    | 2020年11月13日 |
| ○    | ムイン・ガフロフ                   | 5分3R終了 判定3-0                      | ONE Championship: Dawn Of Valor                                          | 2019年10月26日 |
| ×    | コーリー・サンドヘイゲン           | 5分3R終了 判定1-2                      | UFC Fight Night: Jacaré vs. Hermansson                                   | 2019年4月27日  |
| ○    | ブライアン・ケレハー               | 3R 3:43 KO（左フック）                 | UFC 224: Nunes vs. Pennington                                            | 2018年5月12日  |
| ○    | マルロン・ヴェラ                   | 5分3R終了 判定3-0                      | UFC Fight Night: Brunson vs. Machida                                     | 2017年10月28日 |
| ×    | TJ・ディラショー                   | 5分3R終了 判定0-3                      | UFC 207: Nunes vs. Rousey                                                | 2016年12月30日 |
| ○    | ジョン・ドッドソン                 | 5分5R終了 判定2-1                      | UFC Fight Night: Lineker vs. Dodson                                      | 2016年10月1日  |
| ○    | マイケル・マクドナルド             | 1R 2:43 KO（左フック→パウンド）        | UFC Fight Night: McDonald vs. Lineker                                    | 2016年7月13日  |
| ○    | ロブ・フォント                     | 5分3R終了 判定3-0                      | UFC 198: Werdum vs. Miocic                                               | 2016年5月14日  |
| ○    | フランシスコ・リベラ               | 1R 2:08 ギロチンチョーク               | UFC 191: Johnson vs. Dodson 2                                            | 2015年9月5日   |
| ○    | イアン・マッコール                 | 5分3R終了 判定3-0                      | UFC 183: Silva vs. Diaz                                                  | 2015年1月31日  |
| ○    | アルプトキン・オズキリッチ         | 3R 4:51 TKO（左フック→パウンド）       | UFC Fight Night: Cowboy vs. Miller                                       | 2014年7月16日  |
| ×    | アリ・バガウティノフ               | 5分3R終了 判定0-3                      | UFC 169: Barao vs. Faber                                                 | 2014年2月1日   |
| ○    | フィル・ハリス                     | 1R 2:51 KO（右ボディブロー）           | UFC Fight Night: Machida vs. Munoz                                       | 2013年10月26日 |
| ○    | ジョゼ・マリア                     | 2R 1:03 TKO（左ボディブロー→パウンド） | UFC 163: Aldo vs. Korean Zombie                                          | 2013年8月3日   |
| ○    | アザマット・ガシモフ               | 2R 1:07 TKO（ボディブロー→パウンド）   | UFC on FX 8: Belfort vs. Rockhold                                        | 2013年5月18日  |
| ○    | 漆谷康宏                           | 5分3R終了 判定3-0                      | UFC on Fuel TV 6: Franklin vs. Le                                        | 2012年11月10日 |
| ×    | ルイス・ゴーディノ                 | 2R 4:54 ギロチンチョーク               | UFC on FOX 3: Diaz vs. Miller                                            | 2012年5月5日   |
| ○    | イリアルジ・サントス               | 5分3R終了 判定2-1                      | Jungle Fight 32 【JungleFightバンタム級王座決定戦】                      | 2011年9月10日  |
| ○    | フランシスコ・フィゲレード         | 3R 0:36 TKO（パンチ連打）              | Jungle Fight 30                                                          | 2011年7月30日  |
| ○    | ルイス・カルロス・ネベス           | 1R 1:18 KO（パンチ）                   | Jungle Fight 28                                                          | 2011年5月21日  |
| ○    | ヘナート・ヴェラム                 | 1R 2:58 リアネイキドチョーク           | Jungle Fight 27                                                          | 2011年4月21日  |
| ○    | サウロ・マルチンス                 | 1R 3:30 TKO（パンチ連打）              | Shooto Brazil 22                                                         | 2011年4月1日   |
| ○    | ジエゴ・ダビラ                     | 5分3R終了 判定3-0                      | Nitrix Champion Fight 6 【バンタム級トーナメント決勝】                   | 2011年2月19日  |
| ○    | アレッサンドロ・コルデイロ         | 1R 3:44 TKO（パンチ連打）              | Nitrix Champion Fight 6 【バンタム級グランプリ 1回戦】                   | 2011年2月19日  |
| ○    | フェリペ・アウベス                 | 2R 2:05 リアネイキドチョーク           | Gladiators Fighting Championship 2                                       | 2010年10月16日 |
| ○    | アルヴィノ・ジョゼ・トーヘス       | 2R リアネイキドチョーク                | Shooto Brazil 18                                                         | 2010年9月17日  |
| ○    | ジェトロン・アゼベド               | 5分3R終了 判定3-0                      | Gladiators Fighting Championship 1                                       | 2010年5月8日   |
| ○    | イズラエル・シウバ                 | 5分3R終了 判定3-0                      | K.O. Fight 3                                                             | 2010年4月10日  |
| ○    | ラリー・バルガス                   | 2R終了時 反則（ラウンド終了後の攻撃）  | Full Heroes Battle 2                                                     | 2010年2月5日   |
| ○    | シカ                               | 5分3R終了 判定3-0                      | Full Heroes Battle 2                                                     | 2010年2月5日   |
| ×    | ハファエル・シウバ                 | 5分3R終了 判定0-3                      | Warrior's Challenge 4                                                    | 2009年12月30日 |
| ○    | ヴァグネル・カンポス               | 2R TKO（パンチ連打）                   | Brazilian Fight League 5                                                 | 2009年12月19日 |
| ×    | アンドレ・ルイス                   | 5分3R終了 判定0-3                      | Samurai Fight Combat                                                     | 2009年9月12日  |
| ×    | エリック・カルロス・シウバ         | 5分3R終了 判定0-3                      | Blackout FC 3                                                            | 2009年9月5日   |
| ×    | フェリペ・アランテス               | 2R 4:54 腕ひしぎ十字固め               | Paranagua Fight 5                                                        | 2009年8月7日   |
| ○    | マルシオ・サッポ                   | 5分3R終了 判定3-0                      | Nitrix: Show Fight 2                                                     | 2009年5月16日  |
| ○    | アレッシャンドリ・シャチューバ     | 2R TKO（パンチ連打）                   | VIP: Stage 3                                                             | 2009年5月2日   |
| ×    | ネウソン・ヴェラスケス             | 1R 4:02 リアネイキドチョーク           | Golden Fighters 1                                                        | 2009年4月18日  |
| ○    | クラウジネイ・ホドリゲス・ラセルダ | 5分3R終了 判定3-0                      | Floripa Fight 5                                                          | 2009年3月7日   |
| ○    | エリトン・アウベス                 | 1R KO                                  | Paranagua Fight 3                                                        | 2008年11月11日 |
| ○    | マウリシオ・アウベス               | 2R 1:25 TKO                            | Paranagua Fight 2                                                        | 2008年9月5日   |

## 獲得タイトル
- Nitrix Champion Fight 6バンタム級グランプリ 優勝（2011年）
- 初代Jungle Fightバンタム級王座（2011年）
- 第5代ONE世界バンタム級王座（2022年）

## 表彰
- UFC ファイト・オブ・ザ・ナイト（3回）
- UFC パフォーマンス・オブ・ザ・ナイト（1回）